# Password Authentication Protocol
Pour les articles homonymes, voir PAP.
Password Authentication Protocol (PAP) est un protocole d'authentification pour PPP. Les données sont transmises en texte clair sur le réseau ce qui le rend par conséquent non sécurisé. 
L'avantage du PAP est qu'il est extrêmement simple à implémenter, lui permettant d'être utilisé dans des systèmes embarqués très légers. Sur des systèmes de taille raisonnable on préférera sans doute le protocole CHAP.

## Format des messages
Un paquet PAP est encapsulé dans une trame PPP. Le champ protocole a une valeur de C023 (hex) :
| Fanion | Adresse | Contrôle | Protocole (C023 (hex)) | Contenu du message (tableau ci-dessous) | FCS | Fanion |
| ------ | ------- | -------- | ---------------------- | --------------------------------------- | --- | ------ |

| Description                                | 1 octet  | 1 octet     | 2 octets | 1 octet                       | Variable          | 1 octet                  | Variable     |
| ------------------------------------------ | -------- | ----------- | -------- | ----------------------------- | ----------------- | ------------------------ | ------------ |
| Requête d'authentification                 | Code = 1 | Identifiant | Longueur | Longueur du nom d'utilisateur | Nom d'utilisateur | Longueur du mot de passe | Mot de passe |
| Reconnaissance d'authentification          | Code = 2 | Identifiant | Longueur | Longueur du message           | Message           |                          |              |
| Reconnaissance négative d'authentification | Code = 3 | Identifiant | Longueur | Longueur du message           | Message           |                          |              |